# 罗尔巴赫 (比肯费尔德县)
罗尔巴赫（德語：Rohrbach，發音：[ˈʁoːɐ̯bax] ⓘ）是德国莱茵兰-普法尔茨州比肯费尔德县的市镇，面积2.45平方千米，2023年12月31日人口为176人。